# Mikuláš Mojžiš
Mikuláš Mojžiš   (Zvolenská Slatina, 6 de desembre de 1872 - Prešov, 2 d'abril de 1944) fou un compositor, organista i pedagog eslovac

## Carrera
El 1883-1893 va estudiar al gimnàs de Banská Bystrica i a Revúca, 1889-1893 a l'institut de mestres de Kláštor pod Znievom, on també es va graduar i va aprovar l'examen de tocar l'orgue, a Budapest va fer els exàmens estatals de música. a la Reial Acadèmia Hongaresa i va esdevenir professor titular de música i cant als instituts de formació de professors.
Va treballar a Eslovàquia, Hongria i Romania. Als vint anys esdevingué organista a Jágr i dos anys més tard organista i professor de música a Veľky Varadín. Més tard va ser professor de música a l'institut d'ensenyament de Čurgov, a Kláštor pod Znievom i a Prešov. Va treballar en l'àmbit cultural i social de Prešov durant 36 anys, des de la seva arribada el 1908 fins a la seva mort el 1944. A Prešov es va erigir un monument de marbre en forma de lira en memòria seva.
Va ser un pioner de les tendències realistes de la música eslovaca, un precursor de la modernitat musical eslovaca. Autor de composicions, arranjador de cançons populars, especialment de la zona de Zvolen i Šariš. Va publicar llibres de text de música, geografia, eslovac i aritmètica, que van contribuir significativament al desenvolupament de l'educació eslovaca.
Entre altres obres, és autor d'un tractat d'orgue; una introducció a l'estudi de la música; un scherzo per a orquestra sobre temes eslovacs, i de diversos quaderns de cançons, més algunes composicions per a orgue i piano.

## Obres
- la peça orquestral, el preludi cerimonial La nostra Eslovàquia
- Una petita simfonia de muntanya
- balada Ctibor
- els melodrames: Orphans, Forest Maiden i Devil's River

## Un enllaç a la música
- El compositor Jaromír Nohavica esmenta breument el nom del compositor a la seva cançó Těšínská.[2]